# 西海郡 (前漢)
西海郡（せいかい-ぐん）は、中国にかつて存在した郡。前漢末および隋代の後期に、現在の青海省海北チベット族自治州一帯に設置された。

## 概要
4年（前漢の元始4年）、王莽が中郎将の平憲に多額の金を持たせて塞外に派遣し、羌に内属するよう誘わせると、羌の豪族の良願らが帰順を申し出た。そこで王莽は良願らの献じた地を西海郡とするよう上奏し、裁可された。6年（居摂元年）、西羌の龐恬・傅幡らが西海太守の程永を襲撃し、程永が敗走した。王莽は程永を処刑し、護羌校尉の竇況を派遣して西羌を討たせた。翌年、竇況らが西羌を撃破して、西海郡の統治を恢復した。
後漢の初年には、西海郡は廃止され、金城郡に編入されていたものと思われる。
102年（永元14年）、西海郡の旧郡治が修復され、金城西部都尉が駐在することとされた。。
609年（隋の大業5年）6月、吐谷渾の国都であった伏俟城に西海郡が置かれた。宣徳・威定の2県を管轄した。天下の罪人が流され、兵卒として配備され、屯田を開墾させた。食糧を運ばせて給与しようとしたが、道程が遠く隔てられ、物資が略奪に遭ったこともあり、死亡する者が相次いだ。